# Gunby (East Lindsey)
Gunby – wieś w Anglii, w Lincolnshire. W 1961 roku civil parish liczyła 43 mieszkańców.